# Amalario di Metz
Amalario di Metz, noto anche come Amalarius Symphosius o Amalarius Fortunatus (Metz, 775 circa – Metz, 29 aprile 850), è stato un arcivescovo, teologo, diplomatico liturgista francese autore di opere in prosa e versi in lingua mediolatina.

## Biografia
Arcivescovo Metropolita di Treviri  dall'809 all'814, fu inviato da Carlo Magno come ambasciatore a Costantinopoli con l'abate Pietro da Nonantola. Nell'831 si recò a Roma per incontrare papa Gregorio IV e preparare una nuova liturgia franca.
Perduta poi la diocesi, fu ausiliare di Drogone a Metz e, a partire dall'834, amministrò l'Arcidiocesi di Lione durante l'esilio di Agobardo e partecipò in sua vece al sinodo di Diedenhofen.
Fu autore di varie opere teologiche e di raffinate lettere. Scrisse molto sul tema della messa, compreso il Liber officialis, e fu coinvolto nei grandi dibattiti medievali sulla predestinazione.
Sulla base della testimonianza di Floro di Lione si sa che nell'838 venne condannato per eresia (ma già denunciato durante il concilio di Thionville) dal concilio di Quierzy per aver sostenuto la presenza simbolica nell'eucaristia, nonostante la questione fosse aperta: ad esempio vi fu un dibattito sulla natura dell'eucaristia tra due monaci di Corbie, Ratramo e Pascasio Radberto. Le accuse di Floro alludevano al fatto che Amalario potesse aver attinto alle tradizioni orientali, in particolare si tratterebbe della marcata sottolineatura simbolica della liturgia greca.
A seguito della condanna le sue opere furono proibite. Ciononostante i suoi scritti rappresentano una grande e importante parte della documentazione in nostro possesso sulla liturgia della chiesa occidentale del IX secolo e, in larga parte, sono confluiti in Summae liturgiche tra le quali ricordiamo il Rationale divinorum officiorum di Guglielmo Durante.
Morì a Metz attorno all'850 e qui, il 29 aprile, probabilmente dell’850, «obiit Amalarius episcopus» come riportano le Additiones Mettenses al martirologio di Berna e il suo corpo fu sepolto nel mezzo della cripta del monastero di Sant'Arnolfo di Metz dove riposavano anche le spoglie mortali di Ludovico il Pio.
I cronisti narrano di molti miracoli che hanno avuto luogo davanti alla sua tomba: persone afflitte dalla febbre spesso ottenevano la guarigione e alla sua intercessione ci si appellava anche per la risoluzione di conflitti familiari. Presto si svilupparono una certa fama e culto popolare attorno al luogo della sua sepoltura che portarono ad annoveralo fra i santi e, a tutt’oggi, ne è fatta memoria dall’Ordine Benedettino al 10 maggio e dalla diocesi di Treviri il 10 giugno.

## Il nome
Amalarius è indubbiamente l’antroponimo più comune che troviamo nei suoi documenti autografi o pseudoautografi e nei documenti direttamente collegati a lui. Ma si incontrano anche: Amalherius, Amalhereus, Mialherius, Malherius, Amalherus, accanto alle varianti latine dello stesso “Amalario”: Amelarius, Amularius, Amalerio, Amallarius, Amellarius, Amalharius, Hamelarius, Hamularius, ecc. Appaiono anche le forme composte da due nomi: Symphosius Amalarius, Hamalarius (Hamularius, Amularius, Amualarius) Fortunatus che, secondo gli usi e le abitudini del periodo in cui il nostro autore inizia e sviluppa la sua formazione intellettuale, egli stesso sembra aggiungersi. Questa pluralità di versioni del nome del nostro autore è riportata già nell’opera dell’andaluso religioso domenicano, e poi patriarca titolare di Alessandria, Alfonso Chacón.
In italiano è comunemente usata la forma Amalario di Metz, ma sarebbe più corretto chiamarlo Amalario da Metz, sua città natale. Si tratta, comunque, di una imprecisione che compare anche in altri personaggi famosi come nel caso di Antonio di Padova, originario da Lisbona. Nel periodo altomedievale pochi avevano un cognome e, per distinguere i vari personaggi, si ricorreva spesso a un'indicazione toponomastica, come il luogo di nascita o un altro che fosse particolarmente significativo in relazione alla persona. In latino, però, il tutto era reso con l'aggettivo e quindi questo problema non sussisteva.
Risulta meno chiaro usare Amalario di Treviri o Amalario di Lione, in riferimento alle diocesi di cui ebbe la responsabilità, visto che questi appellativi generarono confusione portando all’ipotesi dell’esistenza di due Amalario.

## Opere
Il nome di Amalario è legato soprattutto alle sue opere liturgiche, che esercitarono un influsso incontrastato sull'interpretazione allegorica e simbolica della Messa per tutto il Medioevo. Si conoscono: il Liber officialis, ovvero De ecclesiasticis officiis, preziosa enciclopedia in quattro libri, dedicati a Ludovico il Pio, scritti e pubblicati a diverse riprese fra l'820 e l'832; il Liber de ordine antiphonarii, posteriore all'844, che si propone di unificare i varî libri corali sul modello della chiesa di Roma. Il complesso valore mistico e misterico della Messa fu chiarito da Amalario in varie Expositiones. Abbiamo, infine, di Amalario una decina di lettere e i Versus marini, un poemetto di 80 esametri che narra la sua legazione in Oriente.